# Dipcadi gracillimum
Dipcadi gracillimum är en sparrisväxtart som beskrevs av John Gilbert Baker. Dipcadi gracillimum ingår i släktet Dipcadi och familjen sparrisväxter. Inga underarter finns listade i Catalogue of Life.